# Chrysocraspeda baderi
Chrysocraspeda baderi là một loài bướm đêm trong họ Geometridae.